# Isn’t It Romantic?
«Isn’t It Romantic?» — песня, написанная композитором Ричардом Роджерсом и поэтом-песенником Лоренцом Хартом для американского музыкального фильма Love Me Tonight, вышедшего на экраны в 1932 году.
В фильме её исполняют Морис Шевалье, Жанетт Макдональд (играющие главных героев), Берт Роуч, Рольф Седан и Брук Тайлер с хором.

## Признание
Песня (в оригинальной версии из фильма Love Me Tonight; исполнителями указаны Морис Шевалье и Жанетт Макдональд) находится на 73-м месте списка ста лучших песен из американских кинофильмов по версии Американского института киноискусства.